# さつき (企業)
さつき株式会社（さつきかぶしきがいしゃ）は、大阪市中央区南船場4丁目に本拠を置く、家電部品、教育用機材、動⼒モーター節電システムなど省エネルギー関連資材の販売を主な事業とする会社である。家電製品のOEM事業を柱に、デジタルサイネージ事業を始めるなどその事業領域を拡大している。近年は教育機関向けに電子黒板（ミライタッチ）の販売で大きなシェアを獲得している。

## 概要
「環境エネルギー事業」「教育ソリューション事業」「家電・機器部品事業」の3事業からなる。会社の重点目標をデジタル、エネルギー、マイノリティーの3つに置き、電子黒板、省エネ機器のecomo（エコモ）、温水洗浄便座のザフリーなどを販売している。特に従来の省エネ手法とは全く異なるアプローチ、新技術を採用した次世代節電ユニットであるecomoは、動力トランス（変圧器）ごとに設置することで、5～15％の電気使用量削減を達成。2018年には「電力改善装置」の名称で特許を取得。大手製造業の工場に数多く導入されている。特許技術などを活かしたオンリーワン商品やサービスの提供により、社会貢献につながる事業にも注力し、大手企業では参入が難しいニッチ市場で数々のトップシェアを獲得している。
3代目で現代表の祖父江一郎は、日本国内での再生可能エネルギー普及とアフリカなど途上国の電化率向上を目指す一般社団法人GOOD ON ROOFSの理事を務める。

## 事業内容

### 環境エネルギー事業
環境改善に寄与する「環境ソリューション」のを軸とする。ecomo（エコモ）は電圧にも周波数にも影響を与えず、熱を帯びることがなく、導入に当たっては5％の削減保証が設定され、効果検証を行ない、もし5％以上の削減効果が得られない場合は製品を返品することができるという条件が設定されている。

### 教育ソリューション事業
教育機関向け、企業向け電子黒板「ミライタッチ」を販売している。以前は「コラボン」も販売していた。。4K液晶を搭載し、55/65/75インチの製品ラインナップがある。OSはAndroidベースだが、PCユニットを追加する事でWindows環境でも運用する事が可能。珍しい機能として電子黒板であるが、テレビチューナーを内蔵する事ができる。スタンドは車いすに乗車中でも書きやすい様に設計されている。
11月26日に新型のMIRAI TOUCH Xモデルが発売される事が発表された。業界初となる実物投影用カメラ（書画カメラ）が本体内に内蔵されている。同モデルはIT EXPOでも紹介されている。12月1日から発売開始。
2022年4月27日にワークスモバイルジャパン株式会社の製品であるLINE WORKSと連携して教育機関向けコミュニケーションサービスの実証実験を開始したと発表した。合わせてリリース記念モデルとして75インチモデルのLINE WORKSライセンスが付与された限定モデルが100セット販売されている。
2023年2月1日にGoogleのChromeOS Flexを搭載した電子黒板『MIRAI TOUCH for ChromeOS Flex』を販売開始した事を発表した。同モデルに搭載されているユニットは2022年12月5日時点でGoogle ChromeOS Flexの認定モデルリストに登録されている。

### 家電・機器部品事業
温水洗浄便座を主力商品とし、設計から製造、物流に至るまでを一貫して対応できる体制を確立。顧客の要望に基づく国内、海外での部品調達にも注力。2020年には、オストメイト（人工肛門）、高齢者、妊婦などが使いやすい便座として開発された前広便座（ZA FREE）が、「みらいのたね賞」を受賞。
OEM、EMS(electronics manufacturing service)では、洗濯機、炊飯器、クリーナー、温水洗浄便座などの白物家電製品の部品と完成品の提供を行っており、日本の家電メーカーのほとんどに供給。特に炊飯器の内鍋では韓国で完成品を造り、日本市場に投入しており大きなシェアを持っている。電子・電気機器受託製造サービスは、顧客の要求コストや仕様に基づき、設計開発から製造まで幅広い分野の完成品と基板ユニットのOEM生産を行う。他社との違いは、設計・技術支援・部品購入・品質検査・物流を管理し、製造を海外協力会社が担当する体制を構築した点である。

## 沿革
- 1931年 - 祖父江安之輔が個人経営として創業。
- 1938年 - 満州国奉天市に支店設置。終戦により支店閉鎖。
- 1947年 - 株式会社に改組。「さつき護謨株式会社」設立。安之輔が初代社長に就任。
- 1960年 - 日立営業所設置（現日立支店）。
- 1961年 - 岡山営業所設置（現岡山支店）。
- 1968年 - 東京営業所設置（現東京支店）。
- 1971年 - 祖父江義郎が2代目社長に就任。高松工場設置。
- 1980年 - 祖父江一郎が3代目社長に就任[18]。
- 1981年 - 工場部門を分離し全額出資の子会社として「さつき商工株式会社」を設立。八尾物流センター設置。
- 1990年 - 株式会社さつきBMI設立。本社新社屋完成。
- 1998年 - 韓国事務所開設。優良申告法人の表敬を受ける。
- 2000年 - さつきプラテック株式会社設立。上海事務所開設。
- 2002年 - さつき香港株式会社開設。
- 2006年 - SOAE設立。
- 2017年 - 教育ソリューション事業を開始。
- 2018年
  - 環境ソリューション事業を開始。
  - 9月6日、全国子どもの貧困・教育支援団体協議会に一般社団法人ICT CONNECT 21様を通じて、電子黒板を寄贈[19]。
- 2019年
  - 沖縄営業所設置。祖父江一郎が、一般社団法人GOOD ON ROOFSの理事に就任[20][7]。
  - 8月16日 片倉工業株式会社より前広便座販売事業を引き継ぎ、製造・アフターメンテナンスから製造・販売・アフターメンテナンスの全事業に拡大。『いい案座』を『ZA　FREE』に変更して販売を開始[21][22]。
- 2020年
  - 4月、一般社団法人 Get in touch(代表:東ちづる)とともに都内及び近郊の障害者施設などに、マスク数千枚を寄付[23]。
  - 茨城県立鹿島高等学校・附属中学校に電子黒板を寄贈[24]。
  - 11月、前広便座（ZA FREE）が、「みらいのたね賞」を受賞[16][25]。
- 2021年
  - 2月18日、日本経済新聞社、日経BP主催の「日経SDGsフェス大阪梅田 －2025年大阪・関西万博に向けて－Day1　SDGsビジネス会議　～いのちをつなぐ～」に「社会貢献をビジネスに〜さつきの4つの事業」と題する企業対談に、代表取締役社長 祖父江一郎が登壇[26]。
  - 11月26日、MIRAI TOUCH Xモデルを12月1日から発売する事を発表。
- 2022年 - 祖父江洋二郎が3代目社長に就任。
  - 4月27日、ワークスモバイルジャパン株式会社とLINE WORKSを活用した教育機関向けコミュニケーションサービスの実証実験を開始したと発表。
- 2023年
  - 2月1日、GoogleのChromeOS Flexを搭載した電子黒板『MIRAI TOUCH for ChromeOS Flex』を販売開始した事を発表。

その他出典

## 所在地

### 本社
大阪市中央区南船場4丁目10番29号 さつきビル8F

### 営業企画部
大阪市中央区南船場4丁目10番29号 さつきビル6F

### 大阪支店
大阪市中央区南船場4丁目10番29号 さつきビル7F

### 東京支店
東京都千代田区内幸町2丁目2番3号 日比谷国際ビル18階1801号

### 日立支店
茨城県日立市鮎川町4丁目1番41号

### 岡山支店
岡山県岡山市北区幸町8番29号 大樹生命岡山ビル12F

### 福岡支店
福岡県福岡市博多区東那珂1丁目6番37号　アコーンズ東那珂1号

### 沖縄営業所
沖縄県那覇市牧志2-23-4 名嘉山ビル1F

### 八尾物流センター
大阪府八尾市山賀町2丁目34番2号

### 春日部物流センター
埼玉県春日部市樋篭542

### 韓国事務所
韓国京畿道富川市遠美区上洞449-1 東亜HIGHTS BLDS.202-2号

### 伍意国際貿易（上海）有限公司
上海市楊浦区寧国路218号郡江国際大厦A座823室
以上

## 子会社

### 伍意国際貿易（上海）有限公司
上海市楊浦区寧国路218号郡江国際大厦A座823室

### 伍意香港有限公司 （さつき HONG KONG）
香港荃灣柴灣角街83-93號榮興工業大廈10樓15室

### 株式会社ソアエ
大阪市中央区南船場4丁目10番29号 さつきビル6F

### さつきプラテック株式会社

#### 本社
大阪市中央区南船場4丁目10番29号

#### 工場
茨城県日立市東金沢町1丁目20番22号

### さつき商工株式会社
香川県高松市小村町459番地5
以上

## 参考サイト
- 【番組紹介】Teacher’s ［Shift］〜新しい学びと先生の働き方改革〜 とは？｜TDXラジオ 『学校ICTのここがギモン』　鳥井 亮伸・橋 志織（さつき株式会社） - YouTube